# December
December es el decimosexto y último álbum de estudio de la banda británica The Moody Blues. El álbum con temática navideña fue publicado el 28 de octubre de 2003. Es el primer álbum desde The Magnificent Moodies en contener versiones en adición al material original, también es el primer álbum seguido del retiro de Ray Thomas de la banda.

## Lista de canciones
| Lista de canciones de December |                                                |                                            |          |  |
| N.º                            | Título                                         | Escritor(es)                               | Duración |  |
| 1.                             | «Don't Need a Reindeer»                        | Justin Hayward                             | 3:59     |  |
| 2.                             | «December Snow»                                | Hayward                                    | 5:11     |  |
| 3.                             | «In the Quiet of Christmas Morning (Bach 147)» | Johann Sebastian Bach, Hayward, John Lodge | 2:51     |  |
| 4.                             | «On This Christmas Day»                        | Lodge                                      | 3:40     |  |
| 5.                             | «Happy Xmas (War Is Over)»                     | John Lennon, Yoko Ono                      | 2:36     |  |
| 6.                             | «A Winter's Tale»                              | Mike Batt, Tim Rice                        | 4:28     |  |
| 7.                             | «The Spirit of Christmas»                      | Lodge                                      | 4:53     |  |
| 8.                             | «Yes I Believe»                                | Hayward                                    | 4:21     |  |
| 9.                             | «When a Child Is Born»                         | Zacar, Fred Jay                            | 3:34     |  |
| 10.                            | «White Christmas»                              | Irving Berlin                              | 3:08     |  |
| 11.                            | «In the Bleak Midwinter»                       | Gustav Holst, Christina Rossetti           | 3:27     |  |

## Créditos
Créditos adaptados desde las notas del álbum.
The Moody Blues
- Justin Hayward – voz principal y coros, guitarra
- John Lodge – voz principal y coros, bajo eléctrico
- Graeme Edge – batería, percusión

Músicos adicionales
- Danilo Madonia – teclado, orquestación
- Norda Mullen –  flauta

## Posicionamiento
| Gráficas (1968)                           | Pico de posición |
| ----------------------------------------- | ---------------- |
| Estados Unidos (Billboard Holiday Albums) | 10               |